# Lutecija
Galo-rimsko mesto Lutecija (latinsko Lutetia Parisiorum, v francoščini Lutèce) je bilo predhodnik današnjega mesta Pariz. Sredi 3. st. pr. n. št. ga je ustanovilo galsko pleme Parizi. Na mestu nekdanjega mesta so bili najdeni tudi ostanki starejše neolitske naselbine. Lutecija je bila pomembna točka prehoda Sene na križišču kopenskih in vodnih trgovskih poti. V 1. stoletju pred našim štetjem so naselje osvojili Rimljani in ga postopoma obnovili v rimsko mesto. Še vedno obstajajo ruševine, vključno s forumom, amfiteatrom in rimskimi kopelmi. V 5. stoletju je postal prestolnica merovinške rodbine francoskih kraljev in od takrat je znan je preprosto kot Pariz.

## Etimologija
Naselbina je v stari grščini potrjena kot Loukotokía (Λoυκoτοκία) pri Strabonu in Leukotekía (Λευκοτεκία) pri Ptolemaju. Verjeten izvor je keltski koren Lut, ki pomeni »močvirje ali barje«, ali latinski izraz lutum za »blato«. Danes je ohranjen v škotski galščini lòn (»bazen, travnik«) in bretonščini loudour (»umazan«).
Manj verjetna teorija izvora je iz keltskih korenov *luco-t-, ki pomeni »miš« in -ek(t)ia, kar pomeni »miši« in je vsebovan v bretonski besedi logod, valižanski llygod in irski luch.

## Zgodnji naseljenci
Ob Seni v Bercyju in blizu Louvra so našli sledove neolitskih bivališč, ki segajo vse do 4500 pr. n. št. Najzgodnejši prebivalci so živeli na rečni ravnini, kjer so redili živali in kmetovali. V bronasti in železni dobi so se naselili v vaseh, v hišah iz lesa in gline, ki so jih po potrebi zlahka razstavili in prestavili. Njihovo življenje je bilo tesno povezano z reko, ki je služila kot trgovska pot v druge dele Evrope.

## Galsko naselje
Zgodovinarji še vedno razpravljajo o prvotni lokaciji Lutecije, zgodnje prestolnice Parizijev. Tradicionalno so zgodovinarji postavljali naselbino na otok Île de la Cité, kjer so mostovi glavnih trgovskih poti Pariza prečkali Seno. Ta teza je bil izpodbijana med gradnjo avtoceste med letoma 1994 in 2005, po odkritju velike zgodnjegalske naselbine v pariškem predmestju Nanterre. To je sestavljeno iz velikega območja več glavnih ulic in več sto hiš na 15 hektarih. Kritiki opozarjajo tudi na pomanjkanje arheoloških najdb iz predrimske dobe na otoku Ile de la Cité.
Drugi zgodovinarji oporekajo hipotezi, da je bila Lutecija v Nanterru. Opozarjajo na opis Julija Cezarja, ki je prišel v Lutecijo na pogajanja z voditelji galskih plemen. Zapisal je, da je bil oppidum ali trdnjava Lutecija, ki jo je obiskal, na otoku. V svojem poročilu o vojni v Galiji, De Bello Gallico, je Cezar zapisal, da so med kasnejšim obleganjem Lutecije »prebivalci požgali njihove stavbe in lesene mostove, ki so služili za prečkanje dveh krakov reke okoli njihove otoške trdnjave«, ki bi lahko opisovalo otok Île de la Cité.
Zagovorniki hipoteze, da je bila galska naselbina na otoku Ile de Cité, se prav tako ukvarjajo z vprašanjem pomanjkanja arheoloških ostankov na otoku. Prvotni oppidum in mostove so požgali Parizi, da bi jih ne osvojili Rimljani. Njihove hiše so bile narejene iz lesa in gline. Od takrat je bil vsak kvadratni meter otoka večkrat prekopan in ponovno zgrajen, pogosto z uporabo istih materialov, zaradi česar je malo verjetno, da bi na otoku ostali ostanki galske naselbine. Trdijo, da naselbina v Nanterru ni nujno izključevala, da je bil oppidum Lutecije na otoku Île-de-la-Cité – obe naselji sta lahko obstajali hkrati. Nazadnje trdijo, da kljub temu, da so se galske naselbine včasih preselile na novo lokacijo, so nove lokacije običajno dobile novo ime. Zelo nenavadno bi bilo prenesti ime Lutecija iz naselja Nanterre v novo rimsko mesto na Île-de-la-Cité. Trdijo tudi, da če Lutecija že ne bi obstajala tam, kjer je Pariz danes, bi novo rimsko mesto dobilo latinsko in ne galsko ime. Zdi se, da to podpira hipotezo, da je bila Lutecija dejansko v središču sodobnega Pariza.
Parizii so se najprej strinjali, da se bodo podredili Cezarju in Rimu, vendar so se leta 52 pr. n. št. pridružili drugim plemenom pod vodstvom Vercingetorixa v uporu proti koncu galskih vojn Julija Cezarja, bitka pri Luteciji je potekala z lokalnim plemenom. Galske sile je vodil Vercingetorixov poročnik Camulogenus. Požgali so oppidum in mostove, da so Rimljanom preprečili prehod. Rimljani, ki jih je vodil Titus Labienus, eden od Cezarjevih generalov, so odkorakali proti jugu do Meluna, tam prečkali reko, odkorakali nazaj proti mestu in odločilno premagali Parize. Lokacija končne bitke in lokacija oppiduma sta sporna. Bitka je potekala blizu reke, ki naj bi bila po mnenju nekaterih zgodovinarji Sena, po mnenju drugih pa Yonne, in blizu velikega močvirja. To so značilnosti podeželja v okolici otoka Île-de-la-Cité. Ne glede na lokacijo je bila bitka odločilna; Lutecija je postala rimsko mesto.

## Rimska Lutecija
- Skulptura Tritona in nimfe (2. st. n. št.), najdena na otoku Île de la Cité (Musée Carnavalet)
- Notranjost rimskih term (Hotel de Cluny)

Prvi sledovi rimske zasedbe Lutecije se pojavijo konec 1. st. pr. n. št., v času vladavine cesarja Avgusta. V začetku 1. stoletja našega štetja je že potekala gradnja rimskega mesta.
To je bilo postavljeno vzdolž Karda, osrednje osi Lutecije, ki je bila zgrajena pravokotno na Seno in mostove na otok Île de la Cité. Začela se je na višje ležečem območju Montagne Sainte-Geneviève na levem bregu, se spuščala po današnji ulici Rue Saint-Jacques čez močvirno območje do mostu, ki povezuje otok Île de la Cité z mestom; čez otok in most do manjše enklave na desnem bregu. Nižina ob reki je bila primerna za kmetovanje in ker je bila močno poplavna, so cesto dvignili.
Lutecija je zavzemala okoli 54 hektarjev površine in imela okoli osem tisoč prebivalcev. Ni bilo glavno mesto rimske province (Sens je imel to prednost) in je bilo zahodno od najpomembnejše rimske ceste sever–jug med Provanso in Renom. Pomen mesta je bil v veliki meri posledica njegovega položaja kot križišča kopenskih in vodnih trgovskih poti. Ena najbolj osupljivih arheoloških najdb iz zgodnjega obdobja je Steber čolnarjev, ki ga je postavila združba lokalnih rečnih trgovcev in mornarjev ter je bil posvečen Tiberiju. V njem so bili kipi rimskih in galskih božanstev. Izkopavanja ob reki so odkrila bronaste kovance, ki so jih kovali Parizi, pa tudi amfore z vinom iz Italije in keramiko iz Lyona in Italije.
Mesto je bilo zgrajeno po vzoru Rima, s forumom, termami in amfiteatom. Ker je bil levi breg močvirnat in pogosto poplavljen, je bilo središče mesta višje, na mestu, kjer se je Kardo srečal z Dekumanom ali glavno ulico vzhod–zahod, ki je na sodobni ulici Soufflot. Tu so Rimljani zgradili mestno baziliko, v kateri je bilo sodišče, in tempelj. Postopoma je bilo mesto opremljeno s forumom in kopališči, vse na zgornjem pobočju Montagne Sainte-Genevieve.
Večja javna dela in spomeniki so bili zgrajeni v 2. st. n. št. Petnajst kilometrov dolg akvadukt je bil zgrajen za dovajanje vode s planote Rungis, južno od mesta. Bil je v obliki mostu čez dolino reke Bièvre pri Arcueil-Cachanu. Stebri in porušeni oboki so še vedno vidni, po njihovih obokih pa je lokacija dobila ime.
V 3. st. n. št. so po legendi krščanstvo v mesto prinesli sveti Denis in njegova spremljevalca Rusticus in Eleuthere. Približno leta 250 našega štetja naj bi bil skupaj z dvema spremljevalcema aretiran in obglavljen na hribu Mons Mercurius, pozneje poimenovanem Mons Martyrum (Hrib mučenikov ali Montmartre). Po izročilu je svojo glavo odnesel v Saint-Denis, kjer so pozneje zgradili baziliko Saint-Denis. Prvi dokumentirani pariški škof je bil Viktorin leta 346. Prvi svet škofov v Galiji je bil sklican v mestu leta 360. Ko sv. Martin je mesto obiskal leta 360, tam je bila stolnica, blizu mesta Notre-Dame de Paris.
Sredina 3. stoletja je prinesla vrsto vpadov v Galijo dveh germanskih ljudstev, Frankov in Alemanov, ki so ogrozili Lutecijo. Takratno mesto ni imelo utrdb. Deli naselbine na levem bregu, vključno s kopališči in amfiteatrom, so bili v naglici opuščeni, kamni pa so bili uporabljeni za gradnjo obzidja okoli Île de la Cité. Velikost mesta se je zmanjšala s sto hektarjev v času visokega Rimskega cesarstva na deset do petnajst hektarjev na levem bregu in deset hektarjev na Île de la Cité. Na otoku so zgradili novo mestno baziliko in terme. Njihove ostanke je danes mogoče videti v arheološki kripti pod vežo pred stolnico Notre-Dame, na Trgu Janeza Pavla II.
V 4. stoletju je Lutecija ostala pomemben branik cesarstva pred germanskimi zavojevalci. V letih 357–358 je Julijan II., kot cesar zahodnega cesarstva in general galskih legij, preselil rimsko prestolnico Galije iz Trierja v Pariz. Potem ko je leta 357 v veliki bitki pri Strasbourgu premagal Franke, se je branil pred germanskimi osvajalci, ki so prihajali s severa. Njegovi vojaki so ga leta 360 v Luteciji razglasili za cesarja. Kasneje je Valentinijan I. za kratek čas prebival v Luteciji (365–366).
Konec rimskega cesarstva na zahodu in ustanovitev rodbine Merovingov v 5. stoletju, s prestolnico, ki jo je Klodvik I. postavil v Pariz, sta potrdila novo vlogo in ime mesta. Pridevnik Parisiacus se je uporabljal že stoletja. Lutecija je postopoma postala Pariz, mesto Pariiijev.

## Forum
Le majhen del obzidja starega foruma je danes ostal nad zemljo, vendar so bili temelji obsežno izkopani od 19. stoletja. Forum v Luteciji je bil oblikovan po rimskem vzoru in je bil v središču rimskega mesta, med današnjimi ulicami Boulevard Saint-Michel na zahodu, Rue Saint-Jacques na vzhodu, Rue Cujas na severu in Rue G. Lussac in Rue Malbranch na jugu. To je bilo tri rimske bloke navzdol po pobočju od še vedno obstoječih rimskih kopeli Cluny. Bil je dva rimska bloka širok in en blok dolg ali 177,6 metra dolg in 88,8 metra širok. Središče foruma je bilo na mestu križišča današnjih ulic Rue Soufflot in Rue V. Cousin.
Forum je bil obdan z obzidjem z vhodoma na severu in jugu. Ob zunanjem obzidju na severni, južni in zahodni strani so bile arkade, ki so skrivale nize majhnih trgovin. Na zahodnem koncu je bila podzemna galerija ali kripto-portik.
Civilna bazilika, ki je bila mestna hiša, je zasedala vzhodni del foruma. Vsebovala je sodišča, kjer so razpravljali in odločali o političnih, socialnih in finančnih vprašanjih. Imela je osrednjo ladjo, višjo od drugih delov stavbe, in dve nižji stranski ladji, ločeni od ladje z vrstami stebrov. Ta model so pozneje prilagodile krščanske cerkve.
Na zahodnem delu je bil tempelj, posvečen uradnim bogovom. Njegovo klasično pročelje s portikom iz stebrov je imelo trikotni fronton ali ztrep, obrnjen proti vzhodu, kar je tradicija rimskih templjev in poznejših krščanskih cerkev.

## Amfiteater ali Arenes de Lutece
- Antični amfiteater ali "Arenes" iz Lutecije
- Maketa antičnega amfiteatra z odrom in areno
- Sedeži amfiteatra

Amfiteater Lutetecije ali Les Arenes de Lutece, ki je blizu križišča današnjih ulic Rue Monge in Rue de Navarre, je bil velik zunanji amfiteater in arena. Imel je oder in ozadje za uprizarjanje iger, skupaj z večjim prostorom, primernim za boj gladiatorjev in živali ter druge velike prireditve. Čeprav ni dokazov o datumu začetka gradnje, je bil verjetno zgrajen proti koncu 1. st. n. št.. V zgodnjem 4. stoletju so ga večinoma razstavili, da so lahko kamne uporabili pri gradnji trdnjave na otoku Île de a Cité, v času, ko je provinci grozila barbarska invazija. Veliko preostalih kamnov je bilo ponovno uporabljenih v drugem velikem projektu, pariškem mestnem obzidju, ki ga je zgradil Philippe-Auguste v 12. stoletju.
Najdišče je bilo odkrito v letih 1867-68 med gradnjo ulice Rue Monge, ki jo je izvedel Louis-Napoleon, izkopavanja pa so se začela leta 1870. Načrtovali so, da bodo na istem mestu zgradili skladišče za omnibuse, vendar je koalicija uglednih Parižanov, vključno z Victorjem Hugom, vztrajala, da se ohranijo preostali ostanki. Razglašeni so bili za spomenik in delno obnovljeni med začetkom leta 1915-16.
Arena je dolga približno 130 metrov, široka pa 100 metrov, s čimer je bila ena največjih v Galiji. Sprejela je lahko kar sedemnajst tisoč gledalcev.

## Gledališče
Rimsko gledališče Lutecija (ne zamenjujte ga z amfiteatrom ali Arenes de Lutece) je bilo tam, kjer je danes Lycée Saint-Louis, ob bulvarju Saint-Michel, v središču mreže starodavnih rimskih cest. Zavzemalo je enega od standardnih blokov rimskega mesta, tristo rimskih čevljev na vsaki strani. Verjetno je bilo zgrajeno v drugi polovici 1. stoletja na podlagi novcev, najdenih v temelju; bilo je obnovljeno v 2. stoletju in, tako kot mnoge druge stavbe na levem bregu, je bilo v 4. stoletju razstavljeno za kamen, uporabljen pri gradnji obzidja in novih stavb na Île-de-la-Cité. V 4. stoletju so ga odkrili pod Lycée Saint-Louis na Boulevard Saint-Michel, z drugimi deli pa so jih odkrili pod Rue Racine in Medicinsko fakulteto. Med letoma 1861 in 1884 ga je postopoma izkopal in ponovno ustvaril Theodore Vacquer.
Pobočje Mt. Genevieve je bilo uporabljeno za zagotovitev višine za polkrožne sedeže na vzpetini. Zadnji del odra, ki ne obstaja več, obrnjen proti rimski cesti, je bil okrašen z loki in stebri. Pulpitum ali prednji oder in parascenum ali zadnji oder sta počivala na podlagi iz betona. Ko so jih v 19. stoletju izkopali, stebrov in zidov ni bilo več, vendar so bile na tleh še vedno vidne oznake rimskega arhitekta s kredo.
Gledališče je imelo dve skupini sedežev; maenianum ali sedež za splošno občinstvo, višje in dlje zadaj, in maenianum na podiju, za pomembneže, pred odrom orkestre. Imelo je ločen vhod, dostop do njega pa je potekal po pokritem hodniku. Bilo je tudi več vomitorij ali podzemnih prehodov do sedežev navadnih gledalcev. Arena je verjetno imela nekakšno prevleko nad sedeži, da bi zaščitila gledalce pred dežjem, vendar ni bilo najdenih sledi o njej.

## Terme de Cluny
- Maketa Thermes de Cluny: V središču je frigidarij; levo je tepidarij; pred tepidarijem je kaldarij.Foto: Wiki uporabnik Maryas
- Kaldarij ali vroče kopeli v Clunyju
- Kopel v frigidariju ali hladna kopel
- Ostanki hipokavstnih podtalnih prehodov, ki so ogrevali terme

Thermes de Cluny, velika javna kopališča, ki so zdaj del Clunyjskega muzeja (Musée de Cluny), so največji in najbolje ohranjeni ostanek rimske Lutecije. Kopeli so na istem mestu, na stičišču dveh glavnih rimskih cest, med Boulevard Saint-Michel, Boulevard Saint-Germaine in Rue des Ecoles, od poznega 1. ali zgodnjega 2. stoletja našega štetja. Kopališče je prvotno zavzemalo veliko večjo površino kot danes. Široko je bilo približno tristo rimskih čevljev, standardni rimski mestni blok, in dolgo približno štiristo rimskih čevljev ter pokrivalo približno en hektar zemlje. Na tem mestu so danes kopališča in sosednji Narodni muzej srednjega veka.*
Stranke so vstopile v kopališče skozi vrata v bližini moderne Rue des Ecoles, na veliko dvorišče, ki je bilo obrobljeno s trgovinami. Prečkali so dvorišče do vhoda v kopališče, se preoblekli in šli najprej v kaldarij, zelo vročo in soparno sobo s klopmi in bazenom z ogrevano vodo. Prostor je ogreval hipokavst, podtalni sistem rovov, napolnjenih z vročim zrakom, ogrevan s pečmi, ki so jih skrbeli sužnji. Kaladij je imel klopi in velik bazen s toplo vodo. Po določenem času tam, ko so se začeli potiti, so se preselili v frigidarij, ki je imel bazen s hladno vodo in kopeli, ali v tepidarij, ki je imel enake lastnosti pri sobni temperaturi.
Kopeli so bile veliko več kot prostor za kopanje; so imele pomembno družbeno in politično vlogo v Luteciji in drugih rimskih mestih. Bile so brezplačne ali dostopne za majhno plačilo in niso vsebovale samo kopališč, ampak tudi bare, prostore za počitek, sejne sobe in knjižnice.
Prvotna kopališča so bila verjetno uničena med prvim vdorom Frankov in Alamanov leta 275, nato pa obnovljena. Frigidarij z nedotaknjenim obokom in kaldarij sta glavna preostala prostora. Prvotno so bile notranje strani prekrite z mozaiki, marmorjem ali freskami. Severno stran sta zasedali dve telovadnici in središče pročelja monumentalni vodnjak. Spodaj je več spodnjih prostorov z obokanimi galerijami. Še vedno je viden odtok za praznjenje bazena frigidarija. Voda je tekla ven skozi odtok, ki je obkrožal kopeli, in tekla v glavni odtok pod Boulevard Saint-Michel.
Ostanki drugih kopališč so preživeli. Najbolje ohranjene so bile najdene v 19. stoletju nedaleč od Clunyja, znotraj in v bližini sedanjega College de France na "Cardo" ali ulici Rue Saint-Jacques. Bila so del kopališkega kompleksa, ki je bil celo večji od Clunyja, približno dva hektarja. Imel je dva dela; Paestra ali velik prostor za vadbo na prostem in same kopeli. Ohranjeni so ostanki okroglega bazena s toplo vodo in bazena s hladno vodo ter napeljave hipokavstnega ogrevalnega sistema pod tlemi. Najdeni so bili tudi sledovi marmornih stenskih oblog, fresk in bronastih okov.

## Île de la Cité
- Ruševine rimskih term pod parvisom Notre-Dame – trg Janeza Pavla II.
- Kovanec s podobo Julijana (360–363), ki so ga njegovi vojaki v Luteciji povzdignili v rimskega cesarja
- Stopnice do pomola rimskega pristanišča, zdaj 50 m od reke. (dvorišče Notre-Dame – trg Janeza Pavla II.)

Od leta 307 so vse pogostejši vpadi germanskih plemen v Galijo prisilili prebivalce Lutecije, da so zapustili velik del mesta na levem bregu in se preselili na Île de la Cité. Uporabili so kamne iz opuščenega foruma in drugih stavb, da so zgradili obzidje okoli otoka, pa tudi meščansko baziliko približno tam, kjer je danes tržnica s cvetjem.
Ostanki otoškega obzidja so bili najdeni pod parvisom Notre-Dame, ko je bilo leta 1965 zgrajeno podzemno parkirišče. Obzidje ni bilo zelo visoko; le približno dva metra; kar kaže na to, da je bilo podlaga lesene palisade. Obzidje, tako kot večina stavb na otoku, je bilo zgrajeno z vrhnjimi kamni, prinesenimi iz porušenih stavb na levem bregu, zlasti iz amfiteatra. Obzidje je bilo pozneje zatočišče za Parize, ko so Lutecijo leta 886–887 oblegali Vikingi. Dele obzidja je danes mogoče videti v cerkvi Notre-Dame – trg Janeza Pavla II., v arheološki kripti pod cerkvijo.
Na zahodnem koncu otoka, kjer je danes Palais de Justice, je bil zgrajen skromen prebivališče ali »palača«. Ena je bila rezidenca in sedež rimskega vojaškega poveljnika ter začasna rezidenca dveh rimskih cesarjev med vojaškimi pohodi. Verjetno je bilo tukaj mesto, kjer so njegove čete leta 361 Julijana razglasile za cesarja. V času rodbine Merovingov je bila na tem mestu zgrajena palača francoskih kraljev, preden je bila zgrajena Louvrska palača.
Druga pomembna stavba na otoku je bila meščanska bazilika, ki je opravljala sodne funkcije, prenesene z levega brega. Stala je med sodobno ulico Rue de la Cité in Tribunal de Commerce, blizu mesta, kjer je danes tržnica s cvetjem. Odkrili so jo leta 1906 med gradnjo postaje pariške podzemne železnice. Bila je zelo velika, dolga 70 m in široka 35 m, z osrednjo ladjo in dvema nižjima dodatkoma. Vhod je bil verjetno na Rue de la Cité, delu ceste Cardo Maximus, ki je prečkala otok in povezovala mostove. Prav tako je bila v veliki meri zgrajena iz kamnov, vzetih iz porušenih stavb na levem bregu, vključno z nekaterimi zelo okrasnimi izklesanimi kamni, ki so verjetno prišli iz foruma.
Številni artefakti iz Lutecije so bili najdeni in so na ogled v Musée Carnavalet.

## Ulice
Nove ulice in trgi so bili načrtovani z veliko natančnostjo, v blokih (insular) velikosti točno 300 rimskih čevljev (88,8 metrov) v kvadrat. Posledica tega je, da sta sodobni Rue Saint Martin in Rue Saint-Denis, ki sta bili zgrajeni v rimskih časih, oddaljeni natanko 600 rimskih čevljev. Za gradnjo cest je bilo zemljišče očiščeno, rahlo zaobljeno pobočje za odvajanje vode in prekrito z agregatom drobnega rečnega proda, ki so ga utrdili. Na enak način so bili zgrajeni pločniki, ki so jih včasih prekrili z rumeno ilovico. Ceste in pločniki so bili ves čas Rimskega cesarstva redno vzdrževani. Sodobna izkopavanja ulic so odkrila kolesnice na cestah zaradi koles vozov in kočij. Ceste so redno popravljali s svežim kamenjem in jim postopoma dvigovali višino tudi za kakšen meter.

## Stanovanja
- Rimska plošča za ključavnico
- Bronasti ključ iz Lutecije (Musée Carnavalet)
- Predmeti iz vsakdanjega življenja v Luteciji v Musée Carnavalet
- Ostanki okrasne stenske poslikave iz ulice 12 rue de l'Abbé-de-l'Épée, (2. stoletje} (Musée Carnavalet)
- Detajl freske ptice, 14 rue Monsieur-le-Prince, Musée Carnavalet)

Stanovanjske ulice Lutecije so bile za razliko od bulvarjev nepravilne in slabo vzdrževane, saj so bile v pristojnosti lastnikov stanovanj in ne mesta. Sledi več teh zgodnjih stanovanjskih sosesk, ki segajo v začetek 1. st. n. št., zlasti na Rue de l'Abbé de l'Épée, Rue Pierre-et-Marie-Curie in vrtu Êcole des Mines so odkriti.
Hiše so imele običajno lesene konstrukcije, ki so bili na zunanji strani prekrite z glino. Leseni tramovi strehe in sten so bili povezani skupaj z zarezami, ojačenimi z žeblji. Streha je bila navadno slamnata, včasih pa s strešniki. Tla so bila prekrita z rumeno ilovico ali nabito zemljo. Izkopavanja so pokazala, da je imelo mesto pomembno industrijo mavca; omet je bil uporabljen za simulacijo kamna, kot obloga ali v obliki opeke in ploščic.
Hiše premožnih so imele pogosto talno ogrevanje in lastne kopeli, podobne meščanskim. Njihove notranje stene so bile prekrite z ometom in pogosto poslikane s freskami, od katerih so našli nekaj sledi. V pritličju so pogosto imeli sprejemnico, v nadstropju pa spalnice, do katerih se je dostopalo po stopnicah, ter klet. ki je imela včasih svoj vodnjak. Več hiš je bilo združenih s skupnim dvoriščem.
Maja 2006 so med širitvijo kampusa Univerze Pierre in Marie Curie našli rimsko cesto. Poleg tega so bili najdeni ostanki zasebnih hiš iz časa Avgustove vladavine (27 pr. n. št. – 14 n. št.) z ogrevanimi tlemi. Najdeni so bili vsakdanji predmeti, kot so cvetlični lončki, bronaste verige, keramika in ročaji predalov. Lastniki so bili dovolj premožni, da so imeli kopališča, ki so bila statusni simbol med rimskimi državljani.

## Akvadukti
- Izkopan začetek akvadukta v Wissousu (fotografija iz leta 1903)
- Del rimskega akvadukta na Avenue Reille, (14. okrožje)
- Del akvadukta blizu trga Montsouris

V hribih zunaj mesta pri Rungisu in Wissouju v sedanjem departmaju Essonne je bilo zgrajenih več rezervoarjev skupaj z akvadukti, da bi zagotovili povpraševanje. Skupaj bi lahko dobavili približno dva tisoč kubičnih metrov vode na dan. Zidano-cementna cev, široka približno pol metra in globoka tri četrt metra, vkopana v zemljo in hermetično zaprta, se je do mesta vlekla 26 km. Največja ovira, s katero se je soočal akvadukt, je bilo prečkanje kanjona reke Biévre. Vod je bil dvignjen na ločno konstrukcijo, od katere še vedno obstaja nekaj obokov in stebrov v dolini Aecuiel-Cachan. Datacija akvadukta ni natančno znana, vendar se domneva, da je iz druge polovice 1. stoletja. Pod Inštitutom Curie so pozneje odkrili ostanke drugega akvadukta, ki je bil morda povezan s prvim in je prenašal vodo v kopeli College de France.

## Pokopališča
- Lončenina in podplat čevlja iz grobnice v nekropoli Saint-Jacques (Muzej Carnavalet)
- Nagrobnik kavalirja, ki premaga barbara (Visoki rimski imperij - muzej Carnavalet)

V zgodnjem ali visokem Rimskem cesarstvu je bila glavna rimska nekropola ali pokopališče v bližini Cardo Maximusa, blizu izhoda iz mesta in nekoliko oddaljena od najbližjih rezidenc. Nekropola Saint-Jacques je bila blizu sodobnega križišča Avenue Saint-Michel in Avenue Denfert-Rochereau. Zavzemala je približno štiri hektare površine in je bila v uporabi od začetka 1. do približno 4. stoletja. Izkopanih je bilo okoli štiristo grobnic, le del grobnic, ki so bile nekoč tam. Grobnice so bile pogosto postavljene ena nad drugo. Nekateri posmrtni ostanki so bili pokopani v kamnitih grobovih, drugi v lesenih krstah, tretji preprosto v zemlji. Običajna praksa je bila, da so mrtve pokopali z nekaterimi osebnimi predmeti, običajno nekaj njihovih oblačil in zlasti čevljev, vstavljenih v vaze. Včasih so v pogrebno posodo položili hrano in srebrnino.
V kasnejših letih cesarstva, ko je pritisk prodirajočih germanskih plemen privedel do opustitve starih spomenikov, je bila nova nekropola imenovane po Saint-Marcelu ustanovljena blizu sodobne Avenue des Gobelins in Boulevard du Port Royal, vzdolž glavne rimske ceste proti Italiji. V tej nekropoli so bile grobnice večinoma sestavljene iz kamna, vzetega iz spomenikov v prejšnji nekropoli Saint-Jacquesa. Ena od tamkajšnjih grobnic iz 3. stoletja je znana po prvi zabeleženi uporabi imena Pariz za mesto. Grobnice v Saint Marcelu so vsebovale različne keramične in steklene predmete iz mestnih delavnic, postavljene ob vznožju pokojnika. Tu so bili najdeni tudi prvi simboli krščanskih pogrebov iz 5. stoletja.

## Umetnost in dekoracija
- Deli stebra čolnarjev, prikazani v termah Cluny
- Jupiter, ki drži strelo, na stebru čolnarjev (1. st. n. št.)
- Lovski prizor, ki krasi kopališče Cluny
- Figura Venere, bron in lito železo (1.-4. st. n. št. - Carnavalet Museum)
- Stela boga Merkurja, najdena pod hotelom Dieu na otoku Île-de-la-Cité (Muzej Carnavalet)

Lutecija je bila hkrati trgovsko središče za umetniška dela, s svojim dostopom do vode in kopenskih poti, in kasneje dom delavnic keramike in drugih okrasnih del. Kiparstvo je bilo pogosto uporabljeno v spomenikih, zlasti v več nekropolah ali rimskih pokopališčih na obrobju mesta.
Najbolj znano kiparsko delo, najdeno v mestu, je Steber čolnarjev, posvečen cesarju Tiberiju in ga je mestu podaril ceh čolnarjev, najvplivnejši ceh v mestu, približno v letih 14–17 našega štetja. Upodablja tako rimska kot galska božanstva in predstavlja niz blokov, zloženih v stolpec. Odkrili so ga v Île-de-la-Cité.

## Zapuščina
Po luteciji je bilo poimenovanih več znanstvenih odkritij. Element lutecij je bil poimenovan po odkritju v pariškem laboratoriju; značilni gradbeni material mesta Pariz – lutecijski apnenec – izhaja iz starodavnega imena. Lutecij je v geološki časovni lestvici stopnja ali doba v eocenski dobi. Po mestu je poimenovan asteroid 21 Lutecija, ki ga je leta 1852 odkril Hermann Goldschmidt.
Lutetia je predstavljena v francoski stripovski seriji The Adventures of Asterix, predvsem v Asterixu in zlatem srpu, Asterixu in banketu ter Asterixu in lovorovem vencu.
Renault uporablja ime Lutecia za podkompaktni avtomobil Clio za japonski trg.

## Litertura
- Busson, Didier (2001). Paris ville antique (v francoščini). Monum- Éditions du Patrimoine. ISBN 978-2-85822-368-8.
- Fierro, Alfred (1996). Histoire et dictionnaire de Paris. Robert Laffont. ISBN 2-221-07862-4.
- Sarmant, Thierry (2012). Histoire de Paris: Politique, urbanisme, civilisation. Editions Jean-Paul Gisserot. ISBN 978-2-7558-0330-3.
- Guillaume, Valérie, Musée Carnavalet - Histoire de Paris - Guide de visite, July 2021, Éditions Paris Musées, Paris, (in French) (ISBN 978-2-7596-0474-6)
- Schmidt, Joel (2009). Lutece- Paris, des origines a Clovis. Perrin. ISBN 978-2-262-03015-5.